# Acoris
Para la ciudad de Egipto: Acoris, véase Acoris (Egipto)
Jenemmaatra-Hakor, o Acoris, (391 - 379 a. C.) fue el faraón más importante de la dinastía XXIX de Egipto. 
Manetón, según Julio Africano y Eusebio de Cesarea, lo denomina Acoris y comenta que reinó trece años. Es citado en la Crónica Demótica.
Egipto había sido aliado de la ciudad griega de Esparta. Habían luchado juntos contra Persia durante 400 años. Sin embargo, Acoris tuvo que buscar nuevos aliados. Concertó alianzas, con Evagoras I, el rey de Salamina, que estaba en el exilio y Acoris lo llevó de nuevo a Chipre en 387 a. C., donde le sirvió como virrey de Egipto. Y firmó un tratado con Atenas en 389 a. C., que poseía una gran marina de guerra. 
Los tres aliados controlaron el mediterráneo oriental, haciendo a Egipto casi invulnerable a los ataques persas. Artajerjes II tendría que enviar a su ejército a lo largo de la costa, entre Gaza y Pelusium, exponiendo a sus soldados a ataques por mar si deseaba recuperar su perdido Egipto. 
Artajerjes II concertó un tratado de paz con Esparta y otras ciudades griegas en 386 a. C., para centrarse en una guerra contra Egipto. En 385 y 383 a. C. sus generales atacaron Egipto. Sin embargo fueron rechazados por soldados egipcios y mercenarios griegos, mandados por el general ateniense Cabrias. Acoris podía contraatacar, y las tropas egipcias lucharon en Fenicia y Cilicia. Para Egipto, esta victoria suponía el principio de un periodo de gran prosperidad.
En esta época se acuñaron las primeras monedas egipcias para pagar a los mercenarios.
Acoris ordenó un ambicioso programa edificatorio en lugares como Karnak, Letópolis, Menfis, Elefantina, Medinet Habu y Saqqara. 

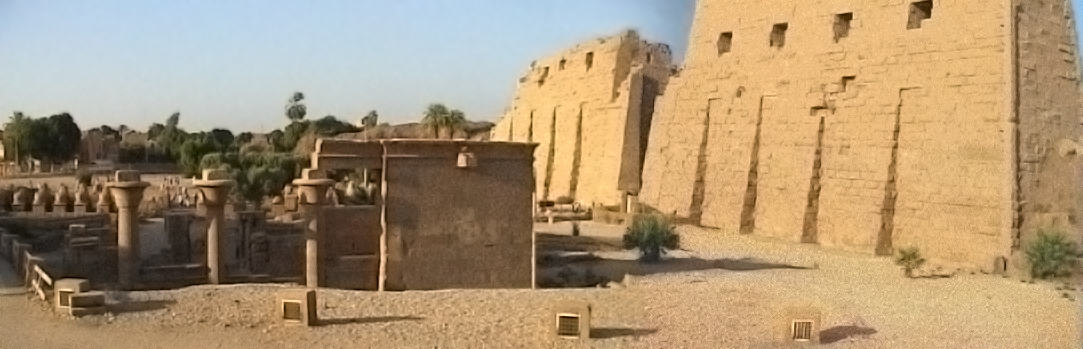
Capilla de Acoris, junto al primer pilono del templo de Karnak.

## Titulatura
| Titulatura | Jeroglífico | Transliteración (transcripción) - traducción - (referencias) |

| G5 |

| G5 |

| O29V | ib · N36 | N17 · N17 |

| O29V | ib · N36 | N17 · N17 |

| O29V | ib · N36 | N17 · N17 |

| O29V | ib · N36 | N17 · N17 |

| G5 |

| G5 |

| O29V | ib · N36 | N17 · N17 |

| O29V | ib · N36 | N17 · N17 |

| O29V | ib · N36 | N17 · N17 |

| O29V | ib · N36 | N17 · N17 |

| G16 |

| G16 |

| N29 · N35 | N14 · D40 |

| N29 · N35 | N14 · D40 |

| G16 |

| G16 |

| N29 · N35 | N14 · D40 |

| N29 · N35 | N14 · D40 |

| G8 |

| G8 |

| S29 | R4 · t · p | R8A |

| S29 | R4 · t · p | R8A |

| G8 |

| G8 |

| S29 | R4 · t · p | R8A |

| S29 | R4 · t · p | R8A |

| N5 | C10 | W9 |

| N5 | C10 | W9 |

| N5 | C10 | W9 |

| N5 | C10 | W9 |

| N5 | C10 | W9 |

| N5 | C10 | W9 |

| N5 | C10 | W9 |

| N5 | C10 | W9 |

| N5 | C10 | W9 |

| N5 | C10 | W9 |

| N5 | C10 | W9 |

| N5 | C10 | W9 |

| N5 | C10 | W9 |

| N5 | C10 | W9 |

| N5 | C10 | W9 |

| N5 | C10 | W9 |

| O4 | W11 | E23 |

| O4 | W11 | E23 |

| O4 | W11 | E23 |

| O4 | W11 | E23 |

| O4 | W11 | E23 |

| O4 | W11 | E23 |

| O4 | W11 | E23 |

| O4 | W11 | E23 |

| O4 | W11 | E23 |

| O4 | W11 | E23 |

| O4 | W11 | E23 |

| O4 | W11 | E23 |

| O4 | W11 | E23 |

| O4 | W11 | E23 |

| O4 | W11 | E23 |

| O4 | W11 | E23 |